# Lehesten (bei Jena)

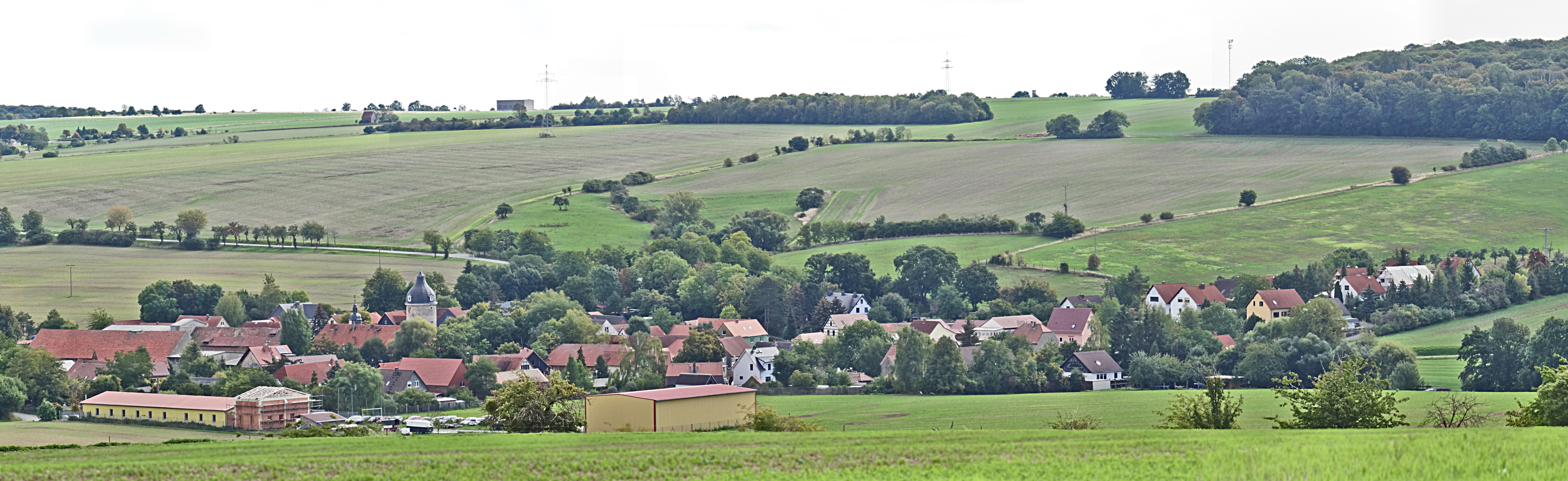
Ansicht von Norden

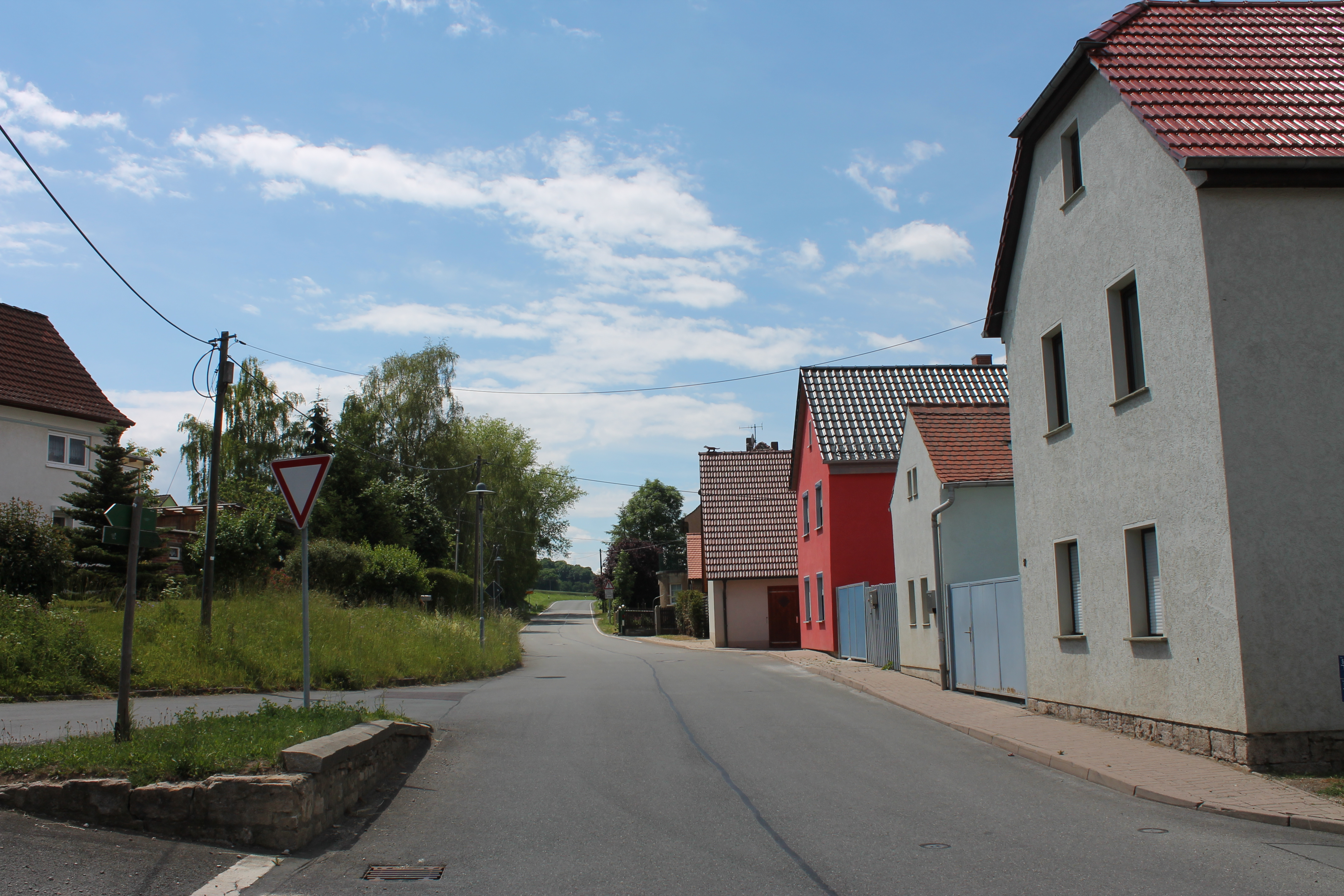
Ortskern

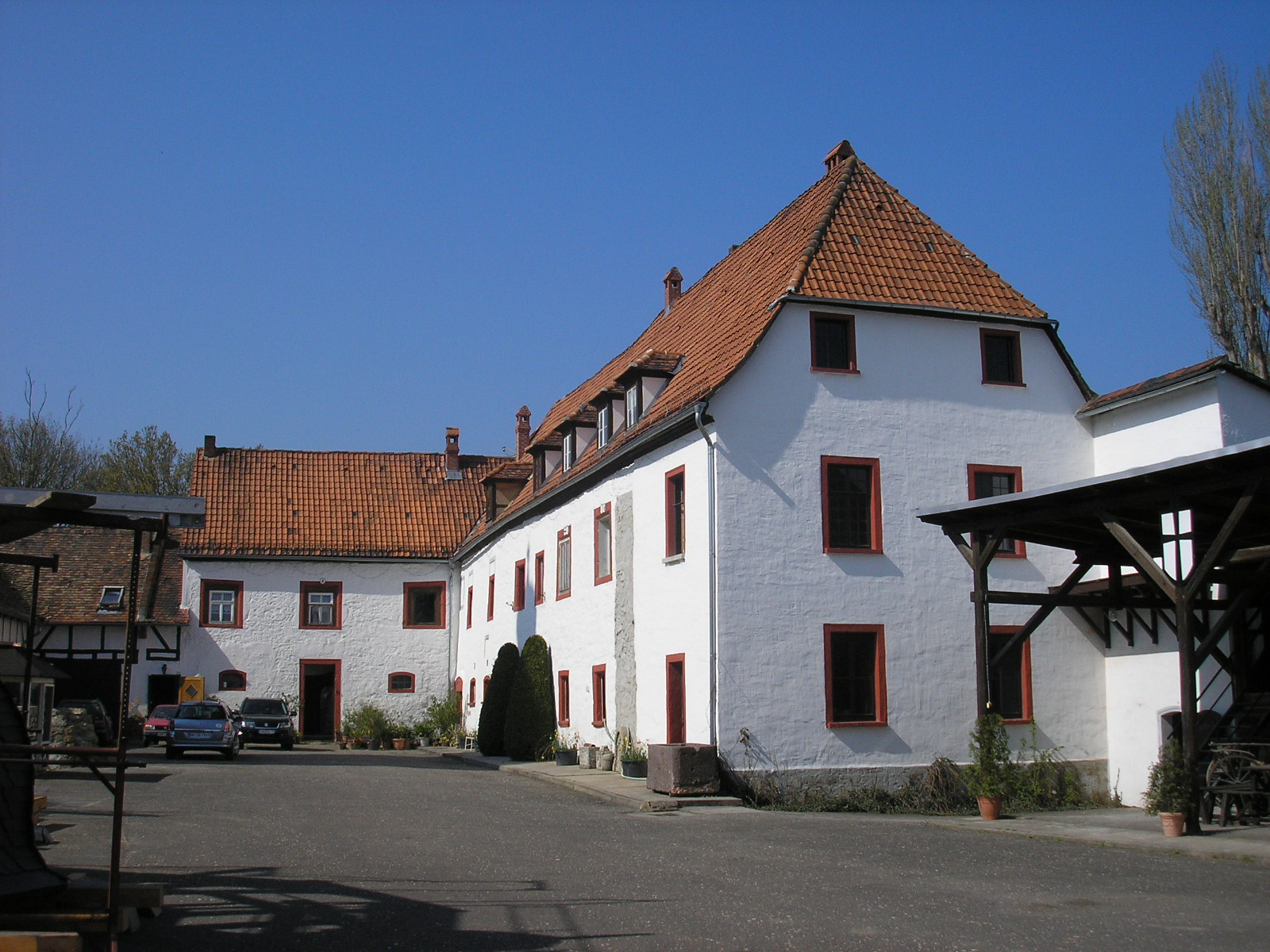
Wasserburg

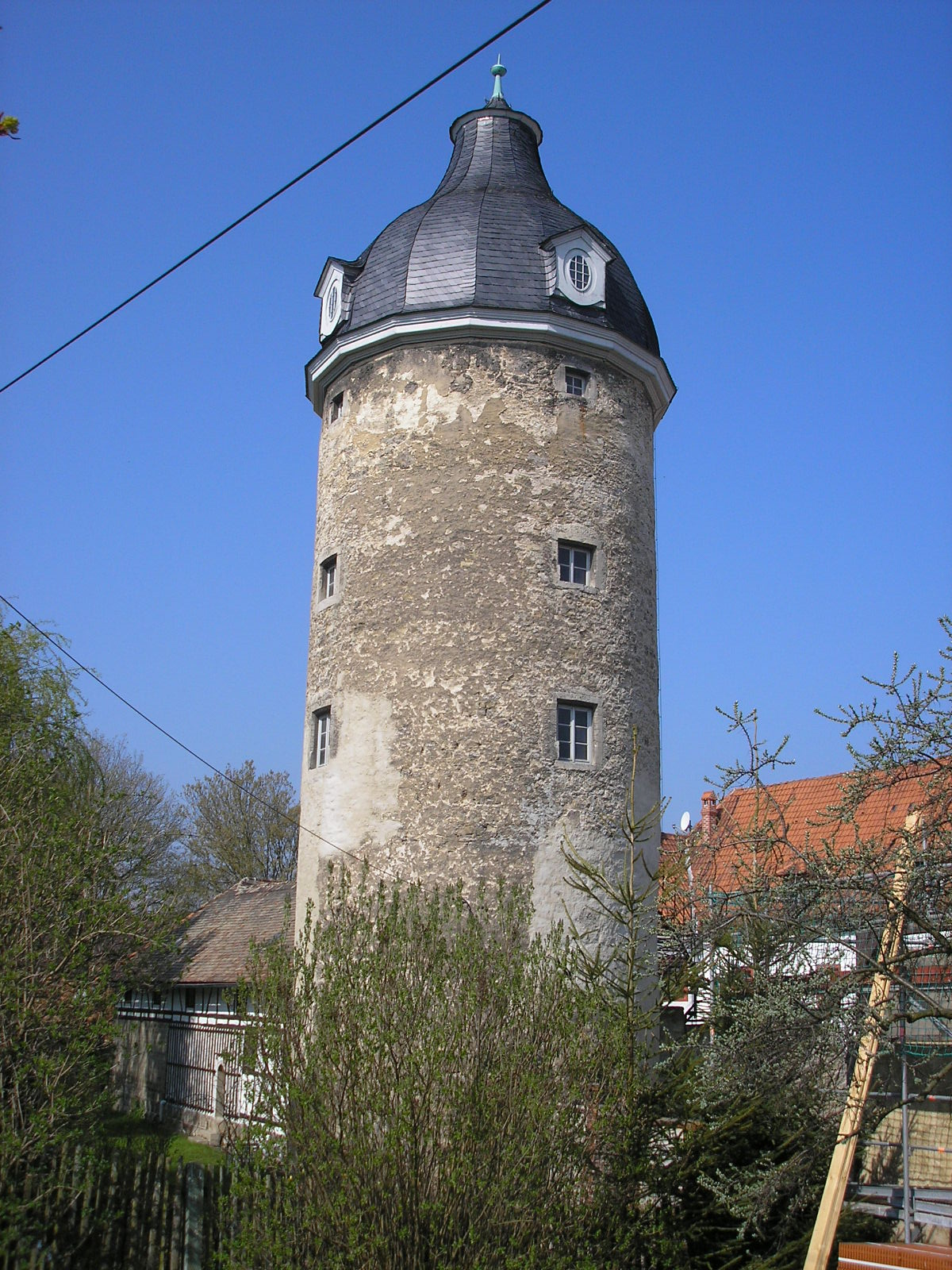
Turm der Wasserburg

Lehesten ist eine Gemeinde im Norden des Saale-Holzland-Kreises und Teil der Verwaltungsgemeinschaft Dornburg-Camburg. Die Gemeinde gliedert sich in die Ortsteile Altengönna im Westen, Lehesten im Zentrum, Nerkewitz im Nordosten und Rödigen im Osten.

## Geografie

### Geografische Lage
Die Gemeinde Lehesten liegt im Bereich des Gönnatals und gehört zur Landschaft der Saaleplatte. Von der Holzecke kommend durch Altengönna, Lehesten und Nerkewitz und weiter nach Dornburg verläuft die Landesstraße L 2301 und von Lehesten nach Rödigen weiter nach Jena die Kreisstraße K 150. Die Stadt Jena liegt ca. 8,5 km entfernt, und nach Weimar sind es 25 km. Die nächstgelegene Bundesstraße ist die B 88 6,5 km östlich im Saaletal und die nächste Autobahn die A 4 14 km südlich.
Nachbargemeinden sind im Uhrzeigersinn die Stadt und Landgemeinde Bad Sulza mit dem Ortsteil Stobra im Norden, zum Landkreis Weimarer Land, Hainichen mit dem Ortsteil Stiebritz im Nordosten und Neuengönna im Osten, zum Saale-Holzland-Kreis, sowie die kreisfreie Stadt Jena mit den Ortsteilen Closewitz im Süden und Krippendorf im Westen.

### Landschaft, Gewässer und Geologie
Die Landschaft ist größtenteils geprägt durch die großen, meist fruchtbaren Ackerflächen des oberen Gönnatals und der Ilm-Saale-Platte. Nördlich von Lehesten und Altengönna liegt das Gefilde, eine nahezu ebene Hochfläche mit guten Bodenverhältnissen. Waldgebiete finden sich im Bereich des Nerkewitzer Grunds sowie jeweils südlich von Lehesten (Stein- und Lohholz) und Altengönna (Pfarrholz oder Altengönnaer Holz genannt). In den feuchten Niederungen der Bäche, vor allem um Nerkewitz und nordöstlich von Lehesten befinden sich Wiesen. Der von den Hauptverkehrswegen weitgehend abgelegene Nerkewitzer Grund ist durch einen Wechsel von Wald und Wiesenflächen geprägt und bildet ein günstiges Ausflugsziel und Naherholungsgebiet.
Durch das Gemeindegebiet sowie durch die Orte Altengönna, Lehesten und Nerkewitz fließt der Gönnerbach, der bei Vierzehnheiligen entspringt und bei Neuengönna in die Saale mündet. Zwischen Nerkewitz und Lehesten wird der Gönnerbach zu einem Stausee, dem Speicher Nerkewitz oder Nerkewitzer Stausee aufgestaut.
Das Gemeindegebiet gehört größtenteils dem oberen Muschelkalk an. An einigen Stellen, besonders auf den Höhen, befinden sich fruchtbare Lössablagerungen. Andere kleinere Flecken gehören zum unteren oder mittleren Keuper. Die höchsten Erhebungen bilden die Höhen nahe dem Plattenberg im Südosten mit ca. 359 m ü. NN, der Dornberg im Südwesten mit 383 m ü. NN sowie die Hochfläche im Norden mit ungefähr 310 m ü. NN.

## Geschichte
→ Die Geschichte der Ortsteile Altengönna, Nerkewitz und Rödigen wird in den jeweiligen Ortsartikeln behandelt.

### Ur- und Frühgeschichte
Das Gebiet zwischen Saale und Ilm war seit der Jungsteinzeit nahezu kontinuierlich besiedelt. Im Gemeindegebiet lassen sich bis zum Mittelalter folgende Kulturen und Epochen nachweisen: ältere bis mittlere Linearbandkeramik (5500–4900 v. Chr.), Stichbandkeramik (4900–4500 v. Chr.), Schnurkeramik (2800–2200 v. Chr.), Hügelgräberkultur (1600–1300 v. Chr.), Latène B (400–320 v. Chr.), frühe Römische Kaiserzeit (0–150 n. Chr.). Von besonders großer wissenschaftlicher Bedeutung sind die bandkeramischen Siedlungen bei Nerkewitz. Von dort stammt auch das 1929 gefundene tönerne Idol von Nerkewitz.

### Zugehörigkeit
Alle heutigen Gemeindeorte waren für viele Jahrhunderte im Besitz des Deutschritterordens, der dem kursächsischen Amt Eckartsberga einbezirkt war. Die Dörfer Altengönna und Rödigen gehörten zur Kommende Lehesten, während Nerkewitz der Kommende Zwätzen zugeordnet war. Am 3. Dezember 1809 starb Heinrich Moritz von Berlepsch, der letzte Komtur der Deutschordensballei Thüringen. Nach der Ordensauflösung 1809 fiel das Gemeindegebiet 1815 an das neu geschaffene Amt Zwätzen im Großherzogtum Sachsen-Weimar-Eisenach und 1816 schließlich an das Amt Jena.

### Weinbau
In allen vier Ortsteilen lässt sich der Weinbau sowie teilweise auch der Hopfenanbau in vergangenen Jahrhunderten nachweisen. Die Nerkewitzer Rebflächen am westlichen Ende des Nerkewitzer Grundes erreichten im 16. Jahrhundert ihre größte Ausdehnung und spielten für das Dorf noch bis ins 19. Jahrhundert eine nicht unbedeutende Rolle.

### Geschichte von Lehesten
Lehesten wurde erstmals im Jahre 1200 erwähnt. Der Ortsname leitet sich von dem slawischen Wort „Lescina“ ab, das Haselgebüsch bedeutet.

### Entwicklung der Einwohnerzahl seit 1994
| Jahr | Einwohner |
| ---- | --------- |
| 1994 | 571       |
| 1995 | 730       |
| 1996 | 784       |
| 1997 | 807       |
| 1998 | 793       |
| 1999 | 785       |
| 2000 | 797       |
| 2001 | 799       |

| Jahr | Einwohner |
| ---- | --------- |
| 2002 | 801       |
| 2003 | 807       |
| 2004 | 789       |
| 2005 | 798       |
| 2006 | 779       |
| 2007 | 777       |
| 2008 | 764       |
| 2009 | 755       |

| Jahr | Einwohner |
| ---- | --------- |
| 2010 | 725       |
| 2011 | 716       |
| 2012 | 712       |
| 2013 | 700       |
| 2014 | 696       |
| 2015 | 682       |
| 2016 | 676       |
| 2017 | 666       |

| Jahr | Einwohner |
| ---- | --------- |
| 2018 | 665       |
| 2019 | 674       |
| 2020 | 691       |
| 2021 | 684       |

## Kultur und Sehenswertes

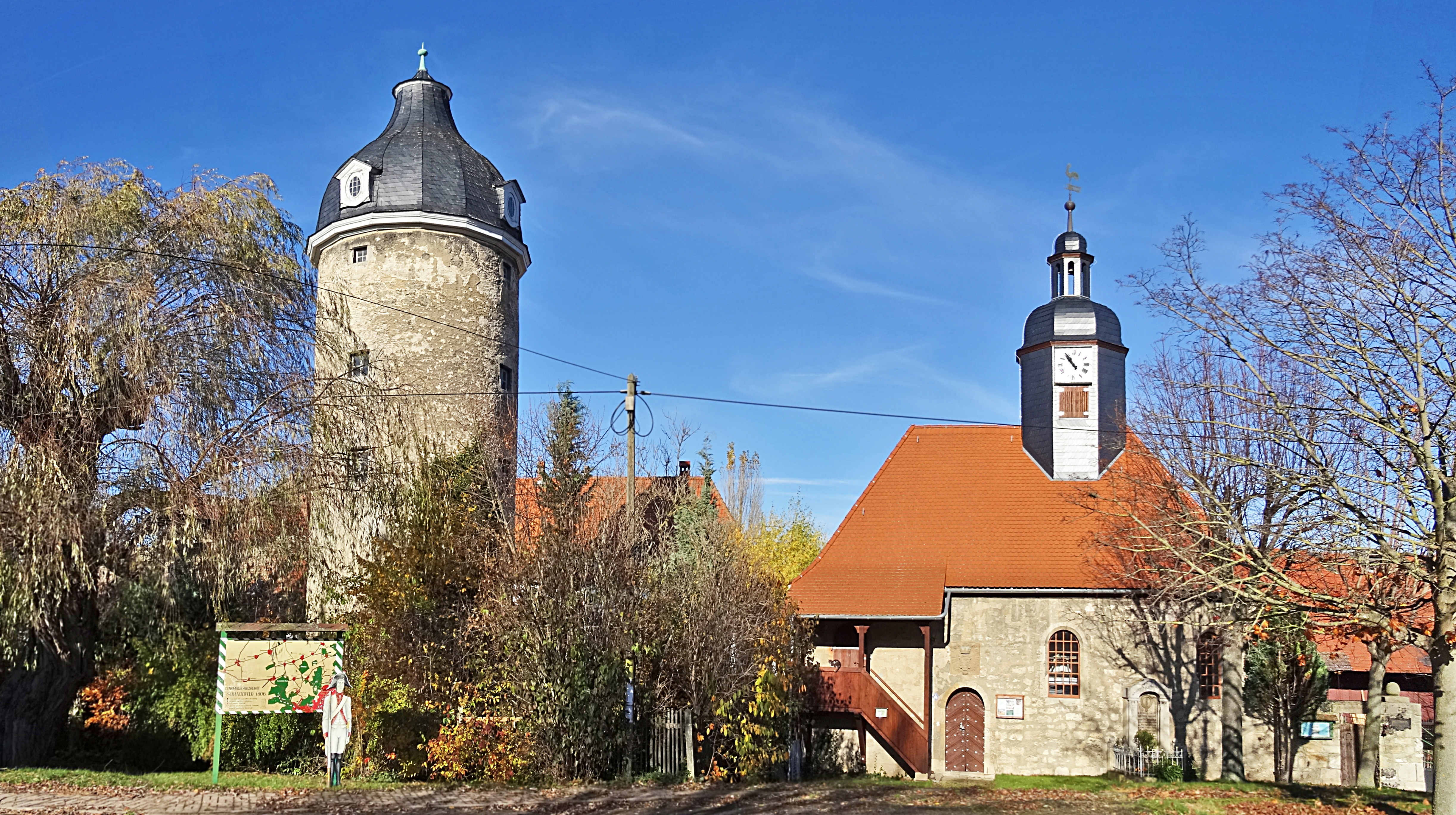
Wasserburg und Dorfkirche in Lehesten

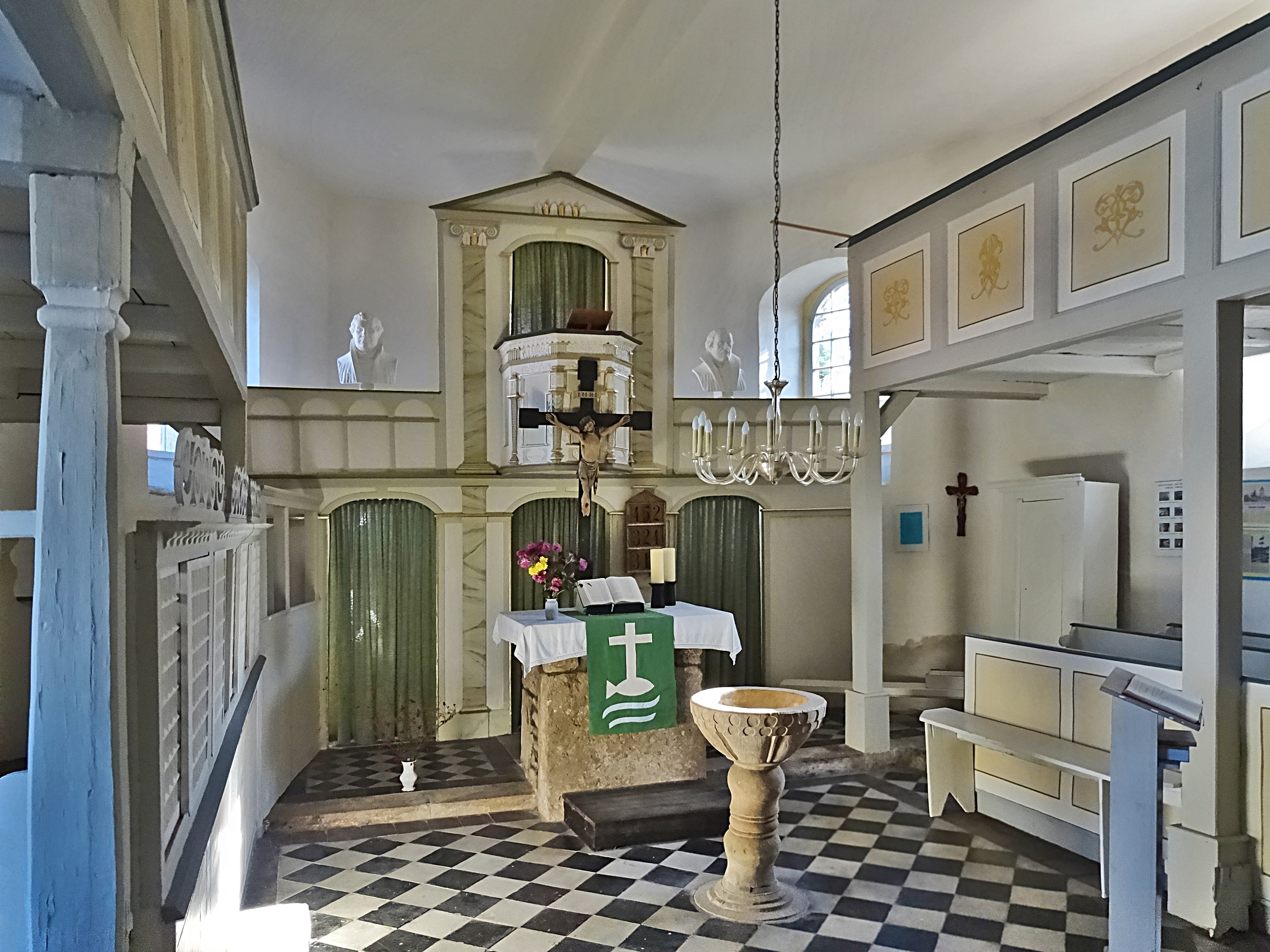
Innenraum der Kirche

### Wasserburg Lehesten
Die Gebäude der Wasserburg prägen das Lehestener Ortsbild. Die Anlage war im Besitz der Burggrafen von Kirchberg und wurde im 12. Jahrhundert an die Herren von Isserstedt verlehnt. Einzelne Vertreter dieser Familie nannten sich seit dem Jahr 1200 Herren von Lehesten. Seit Ende des 13. Jahrhunderts entwickelte sich dieser Familienzweig selbständig weiter und war im 14. bis 16. Jahrhundert als bürgerlicher Adel in Jena ansässig. Im Zuge der Kirchbergerfehde wurde die Burg im Mai 1304 mit Hilfe schweren Belagerungsgeräts durch landgräfliche Truppen eingenommen und wahrscheinlich vollständig zerstört. Wenige Jahre später mussten die Burggrafen Lehesten an die Thüringer Landgrafen abtreten. Nachfolgend wurde ein Zweig der Familie von Meldingen mit der Burg belehnt, der sie wieder aufbaute und bis etwa 1506 bewohnte. Ein Jahr später verkaufte der sächsische Herzog Georg der Bärtige die Burg und das Dorf Lehesten an den Deutschen Orden. Daraufhin entstand die Ordenskommende Lehesten zur Verwaltung der Dörfer Lehesten, Altengönna und Rödigen. Im Jahr 1809 gelangten Burg und Kommende wieder an das Königreich Sachsen und 1815 an das Großherzogtum Sachsen-Weimar. In dieser Zeit entwickelte sich die Burganlage zu einem landwirtschaftlichen Kammer- oder Staatsgut. Erst 1998 wurde dieses wieder Privatbesitz.
Die Burganlage wurde wohl ursprünglich rechteckig angelegt, aber durch die Zerstörung und mehrere Umbaumaßnahmen im 16. und 19. Jahrhundert stark umgeformt. Auch der mit Wasser gefüllte Burggraben ist nur noch in Bruchstücken erhalten. Ältester Bauteil ist der 27 Meter hohe Bergfried.

### Kirche Lehesten
Die ehemalige Burgkapelle liegt am Rand der Wasserburg Lehesten. Die heutige evangelische Filialkirche wurde im Zuge von Umbaumaßnahmen 1550/51 als Saalkirche mit einem dreiseitig polygonal endenden Chor und einem Dachreiter errichtet. Nur die Kirchenglocke weist auf die mittelalterliche Kapelle hin. Im Süden über dem Rundbogenportal befindet sich ein Wappen mit dem Monogramm des Landeskomturs Herzog Christian August von Sachsen-Zeitz mit der Jahreszahl 1689.

## Wirtschaft
Westlich von Lehesten befinden sich die zentralen Einrichtungen der Gönnatal-agrar e.G., dem größten Arbeitgeber im Gebiet des Gönnatals.